# Weekly Shōnen Champion
Le Weekly Shōnen Champion (週刊少年チャンピオン, Shūkan Shōnen Champion) est un magazine de prépublication de mangas hebdomadaire japonais de type shōnen, édité par Akita Shoten depuis 1969. En 2011, c'est le 5e magazine de type shōnen le plus vendu au Japon avec 500 000 exemplaires.